# Abdämmungssee
Ein Abdämmungssee, auch (natürlicher) Stausee genannt, ist ein Begriff aus der Geomorphologie. Er wird verwendet für Seen in einer ursprünglich offenen Hohlform, die entstehen, indem mechanische Kräfte von außen einen natürlichen Staudamm erzeugen, der den See abdämmt. Man unterscheidet die entstandenen Seen nach den genaueren Ursachen der Abdämmung weiter in Bergsturz-, Moränen-, Gletscher-, Eisstau-, Lavastromseen und andere.  Auch die Bildung einer Kalktuff-Barre, Strandversetzung oder Flussablagerungen können Abdämmungsseen entstehen lassen.